# La Mojonera (Michoacán)
La Mojonera o La Mohonera es una localidad que forma parte del municipio de Nahuatzen, esta tenencia está localizada en la meseta purépecha en el estado de Michoacán de Ocampo.
En el centro de la localidad, al lado de la cárcel en la jefatura de tenencia, se encuentra el lindero o la mojonera que dividía las tierras de: Cherán, Nahuatzen, y Pichataro (Huiramangaro).
Servicios
La Mojonera, cuenta con la Escuela Primaria Rural Federal "Emiliano Zapata", también con una clínica del Instituto Mexicano del Seguro Social (IMSS), cuenta con guardia comunitaria y con los autodefensas del municipio de Nahuatzen, como también con la Guardia Civil del Estado de Michoacán y municipio para la seguridad. También cuenta con un cementerio.
Limita con los cerros del: Pitorreal, Mesteño, Pilón, Angaruén, el Capén, Pelón, Jabalí.

La Mojonera Michoacán vista desde arriba

## Festividades
- 12 de enero, Fiesta en honor a la Virgen de Guadalupe
- 13 al 16 de enero, Jaripeos
- 14 de septiembre, fiesta en honor al Cristo del Camino

## Clima
Su clima mayormente es frío, su temperatura oscila entre los -9 a 10° en invierno, de 2 a 15° en primavera, 5 a 25° en verano y -3 a 14° en otoño

## Localización
La Mojonera se encuentra a 67 km de la Capital del Estado (Morelia), a 12 km de Zacapu y a 41 km de Uruapan

## José Pedraza Zúñiga
Esta fue la tierra natal del atleta ganador de la medalla de plata en los Juegos Olímpicos de México 1968, José Sargento Pedraza